# Paratapinocyba
Genre
Paratapinocyba est un genre d'araignées aranéomorphes de la famille des Linyphiidae.

## Distribution
Les espèces de ce genre sont endémiques du Japon.

## Liste des espèces
Selon World Spider Catalog (version 16.5, 13/11/2015) :
- Paratapinocyba kumadai Saito, 1986
- Paratapinocyba oiwa (Saito, 1980)

## Publication originale
- Saito, 1986 : New erigonine spiders found in Hokkaido, Japan. Bulletin of the National Science Museum, sér. A, vol. 12, p. 9-24 (texte intégral).